# Hostětínky
Hostětínky (německy Hostietinek) je osada, část obce Rušinov v okrese Havlíčkův Brod. Nachází se asi 1,5 km na východ od Rušinova. V roce 2009 zde byly evidovány čtyři adresy. V roce 2001 zde trvale žili čtyři obyvatelé.
Hostětínky leží v katastrálním území Vratkov o výměře 5,12 km2.

## Galerie

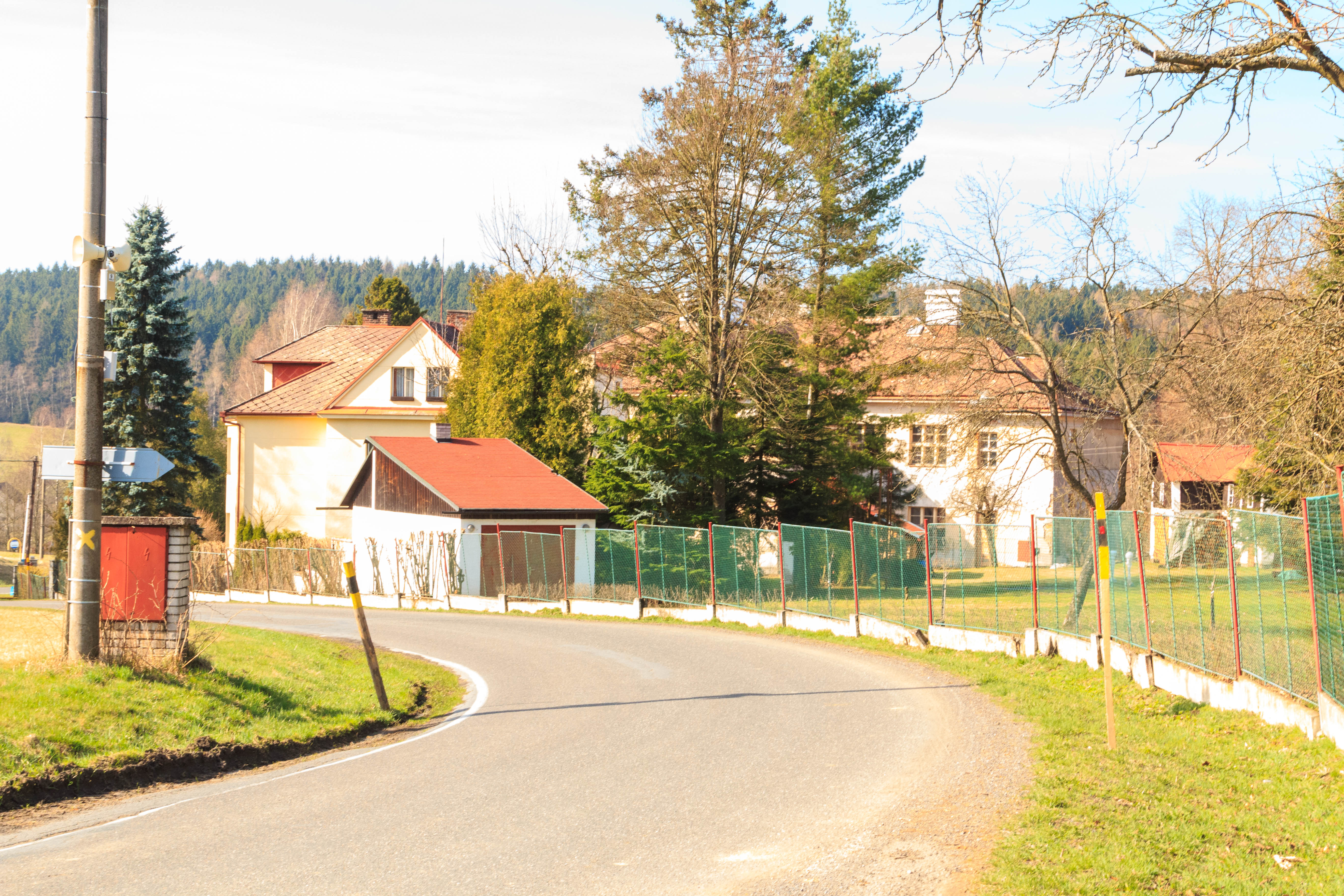
Hostětínky dům čp. 9
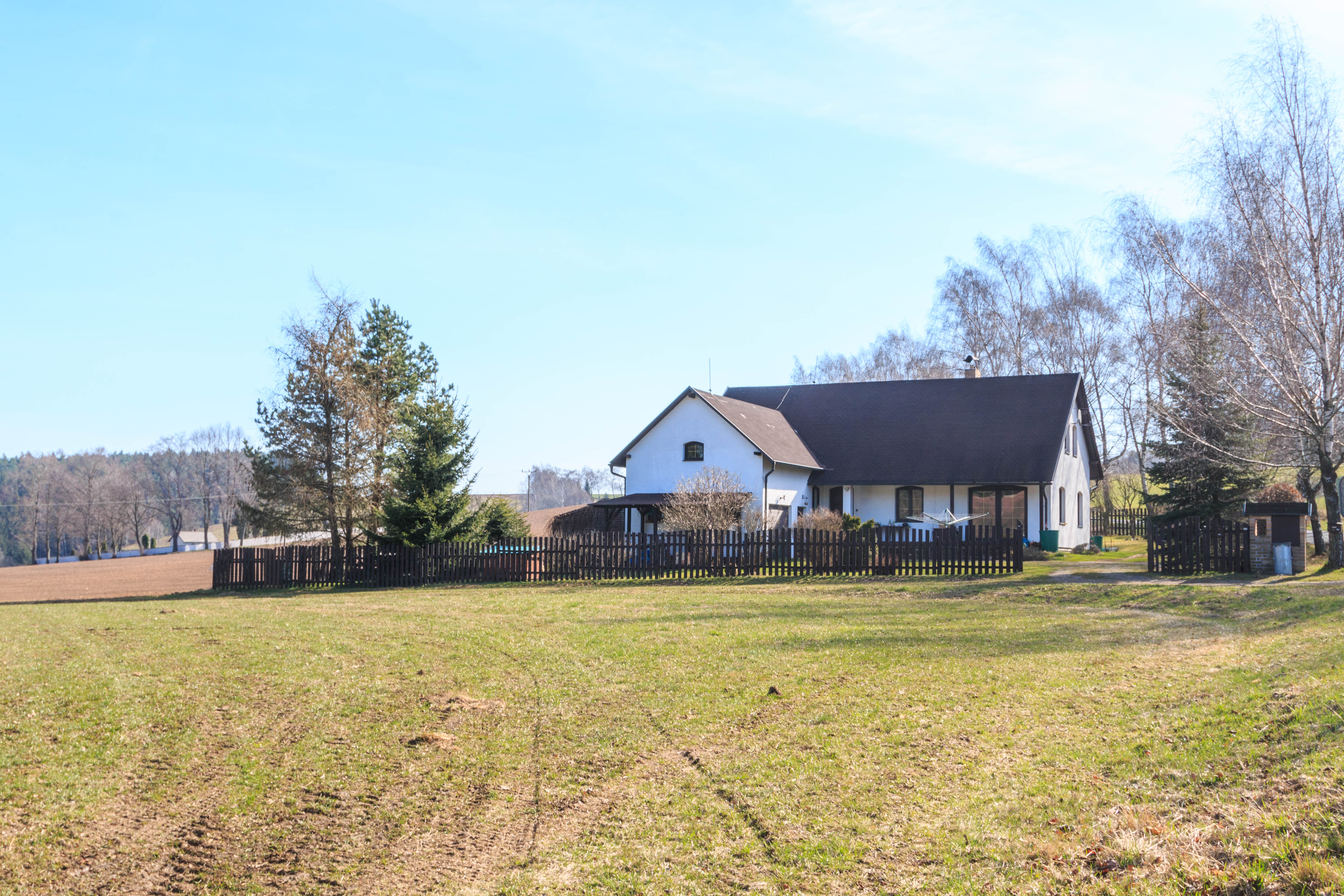
Hostětínky dům čp. 8
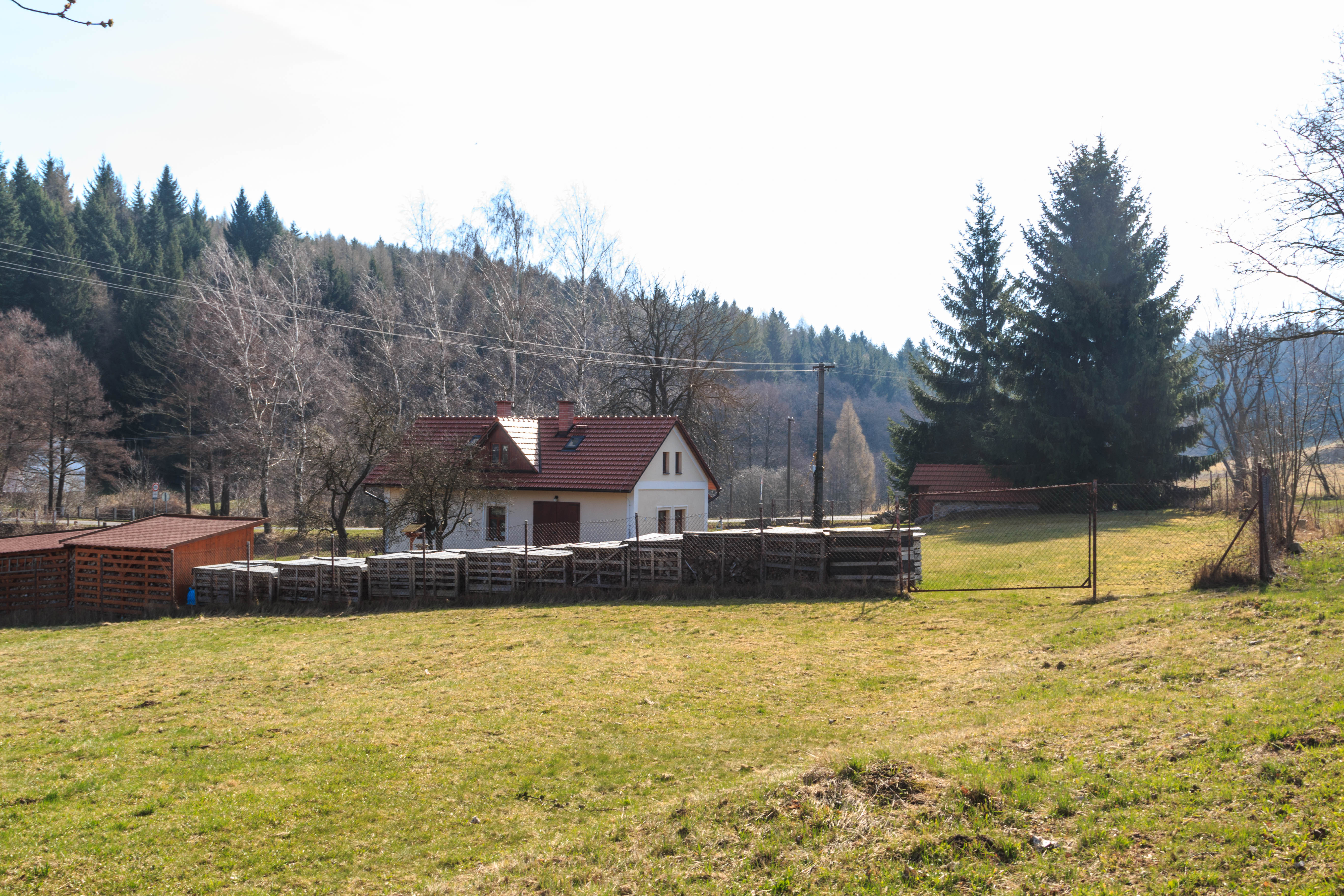
Hostětínky dům čp. 1
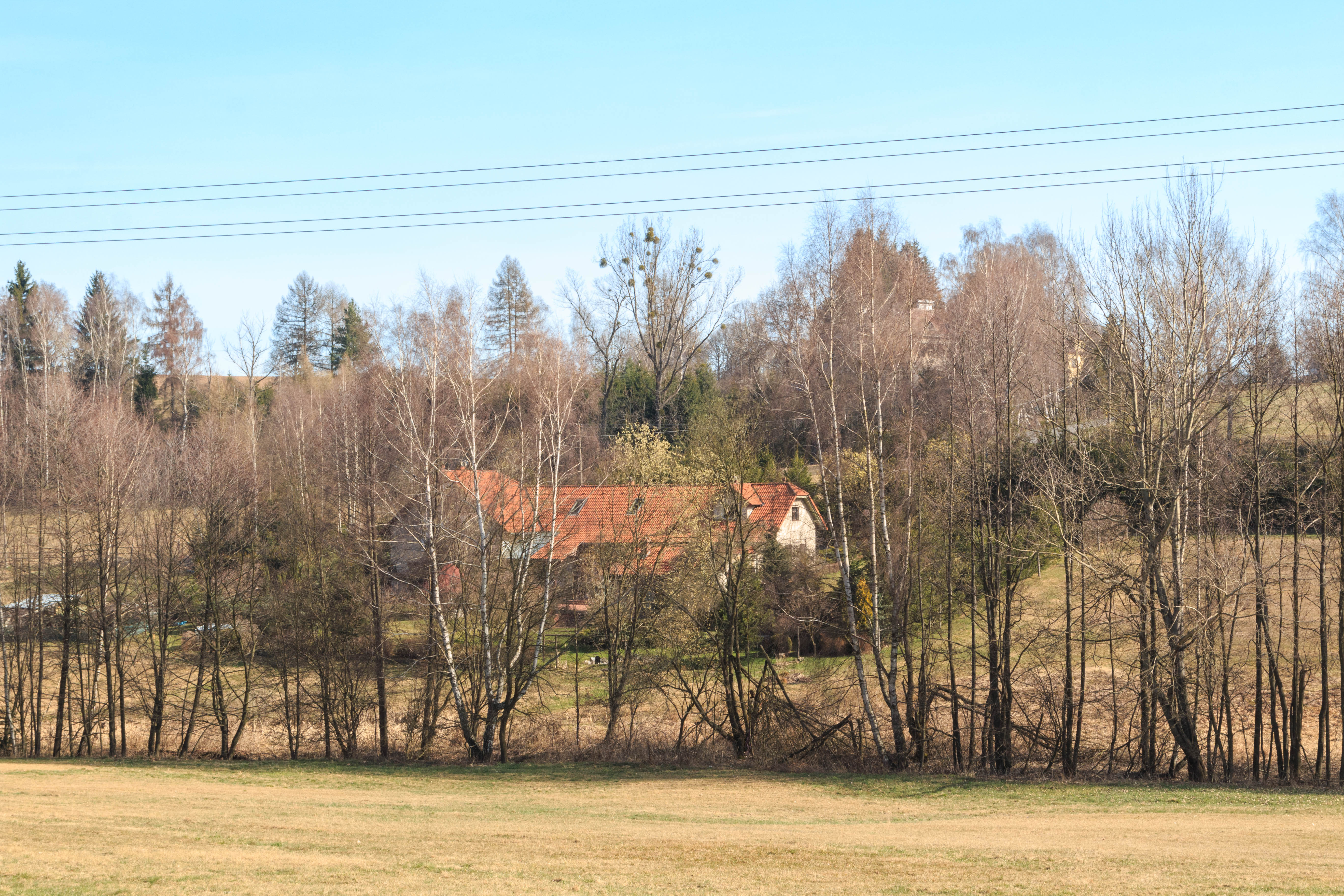
Hostětínky